# Kurzer Lachsspierling
Der Kurze Lachsspierling (Magnisudis atlantica) ist ein Hochseefisch aus der Familie der Barrakudinas (Paralepididae). Er lebt in allen Weltmeeren zwischen 69° nördlicher und 61° südlicher Breite.

## Merkmale
Der Kurze Lachsspierling hat einen langgestreckten, für einen Barrakudina allerdings kräftigen Körper, der eine Länge von 56 Zentimeter erreichen kann, gewöhnlich aber bei 43 Zentimeter bleibt. Die kurze Rückenflosse sitzt hinter der Körpermitte und wird von 9 bis 12, die Afterflosse von 20 bis 24 Flossenstrahlen gestützt. Die Bauchflossen setzen ein wenig hinter der Rückenflosse an. Eine kleine Fettflosse ist vorhanden. Die Anzahl der Wirbel liegt bei 60 bis 69, die der Branchiostegalstrahlen bei acht.

## Lebensweise
Der Kurze Lachsspierling lebt von der Wasseroberfläche bis in Tiefen von 4750 Metern. Er ernährt sich von kleinen Fischen und Garnelen. Große Exemplare bevorzugen kühle und gemäßigte Meeresregionen. Zur Fortpflanzung wandern die Fische in tropische und subtropische Meere. Die atlantische Population laicht wahrscheinlich in der Sargassosee. Kurze Lachsspierlinge werden von Haien, Thunfischen und Walen gefressen.